# Waldemar Coutts Billwiller
Waldemar Ernesto Coutts Billwiller (Viña del Mar, 19 de diciembre de 1895-Santiago, 31 de marzo de 1959) fue un médico cirujano y político chileno, que se desempeñó como ministro de Salubridad, Previsión y Asistencia Social de su país, durante el segundo gobierno del presidente Carlos Ibáñez del Campo entre 1952 y 1953.

## Familia y estudios
Nació en la comuna chilena de Viña del Mar el 19 de diciembre de 1895, hijo de Ernesto Coutts y Eugenia Billwiller. Realizó sus estudios primarios y secundarios en el Liceo de Aplicación. Continuó los superiores en la Facultad de Medicina de la Universidad de Chile, titulándose como médico cirujano en 1918.
Se casó en Santiago de Chile el 8 de enero de 1921 con Adriana Ojeda Osorio, con quien tuvo dos hijos, Jaime y Waldemar.

## Carrera profesional y política
En su carrera profesional desarrolló una activa labor publicando diversos trabajos y presentando otros en sociedades médicas del país. Fundó la Sociedad de Urología y la revista de la misma. Durante las «Jornadas Médicas» de 1933, presentó un interesante trabajo, así como también en el 1.° Congreso de Pediatría.
Paralelamente, formó la UNO junto a los médicos Sótero del Río y Leonardo Guzmán Cortés, una entidad paramilitar que se integró a las filas de la Milicia Republicana de Eulogio Sánchez. Participó activamente durante el golpe de Estado del 4 de junio de 1932 en lograr el retiro de los militares del poder.
Se desempeñó como médico del Servicio de Urología del Hospital Clínico de la Universidad de Chile y médico jefe del Departamento de Higiene Social de la Dirección General de Sanidad. En 1939, actuó como profesor de la Facultad de Medicina de la Universidad de Chile.
Sin afiliación política, en el marco del segundo gobierno del presidente Carlos Ibáñez del Campo, el 3 de noviembre de 1952, asumió como titular del Ministerio de Salubridad, Previsión y Asistencia Social, puesto que ocupó hasta el 31 de marzo de 1953.
Más adelante, viajó por Europa, Estados Unidos y países de Sudamérica como delegado oficial a distintos congresos médicos y como miembro del Comité de Expertos en Enfermedades Venereas de la Organización Mundial de la Salud (OMS). De la misma manera, fue miembro del Comité Internacional de Peritos sobre Enfermedades Venereas.
Falleció en Santiago el 31 de marzo de 1959, a los 73 años.